# Tešanj
Tešanj je naselje i općina u Bosni i Hercegovini, u Zeničko-dobojskoj županiji. Područje općine je nakon završetka rata prostorno reducirano s 223 km2 na 209 km2, a nakon osnivanja općine Usora površina općine Tešanj je 160 km2.

## Zemljopis
Općina Tešanj nalazi se na razmeđu srednje i sjeveroistočne Bosne i Hercegovine, a graniči s općinama Teslić, Doboj, Doboj Jug, Usora i Maglaj.

## Hidrografija
Vodne, uglavnom riječne površine općine Tešnja uzimaju 23 hektara. Hidrografsku mrežu općine čine uz Tešanjku, dio rijeke Bosne (koja teče istočnim rubom općine) u dužini od oko 4 km, rijeka Usora u dužini od oko 14 km, s tim da je u dužini od oko 5 km općina Tešanj dijeli s općinom Usora. Rijeka Tešanjka nastaje sutokom Mekiškog potoka i Raduškog potoka, gdje se jedan u drugog ulijevaju tvoreći rijeku Tešanjku na južnoj strani grada Tešnja. Samo rijeka Tešanjka protječe kroz grad Tešanj. Tešanjska općina bogata je mineralnim vodama, čija su izvorišta u podnožju Crnog Vrha i okolnih brda.

## Tla
Većinu općine prekrivaju automorfna tla. Zastupljeni su litosoli, humusna tla ili rankeri, euterična smeđa tla ili euterični kambisol, pseudoglejna tla, smonice ili vertisol, kisela smeđa tla ili distrični kambisol. Tu su još hidromorfna tla, kojih je najviše uz rijeku Usoru: aluvijalno tlo – fluvisol. Semiglejna tla su livadna tla. Na istoku općine u području Šija i Trebačkog brda, kao i manjim dijelom na sjeverozapadu Općine u području Bobara je kalkokambisol na vapnencima. Na jugu i jugozapadu općine kao što je područje Crnog Vrha, u Mekišu, Karadaglijama i Dobropolju zastupljen je eutrični kambisol i ranker – kambisol i kambisol-luvisol na serpentinitu i peridotitu. Na zapadu općine u području Debelog i Lepog brda je eutrični kambisol na bogatim silikatnim stijenama. Najzastupljenije tlo u općini je distrični kambisol na kiselim silikatnim stijenama. Toga je najviše u središnjem prostoru općine, gdje je i grad Tešanj. Na sjeverozapadu općine Tešanj, u području Miljanovaca, Drinčića i Piljužića je luvisol na silikatnim stijenama. prostor Sjeverno od grada Tešnja u području Cerovca i Jevadžija su vertisol, pelosol i pelosol na glini i laporu. Fluvisola je na lijevoj obali rijeke Usore.

## Stanovništvo
Po posljednjem službenom popisu stanovništva iz 1991. godine, općina Tešanj imala je 48.480 stanovnika, raspoređenih u 47 naselja.
| Stanovništvo općine Tešanj |                  |                                 |                  |                  |                  |
| godina popisa              | 2013.            | 1991. s promijenjenim granicama | 1991.            | 1981.            | 1971.            |
| Bošnjaci/Muslimani         | 40.461 (93,96 %) | 34.663 (84,45 %)                | 34.941 (72,07 %) | 30.653 (70,15 %) | 24.200 (69,75 %) |
| Hrvati                     | 1462 (3,40 %)    | 3506 (8,54 %)                   | 8929 (18,41 %)   | 8548 (19,56 %)   | 7603 (21,91 %)   |
| Srbi                       | 226 (0,52 %)     | 1547 (3,77 %)                   | 3071 (6,33 %)    | 3152 (7,21 %)    | 2692 (7,75 %)    |
| Jugoslaveni                |                  |                                 | 1047 (2,15 %)    | 939 (2,14 %)     | 39 (0,11 %)      |
| ostali i nepoznato         | 914 (2,12 %)     | 1332 (3,24 %)                   | 492 (1,01 %)     | 400 (0,91 %)     | 159 (0,45 %)     |
| ukupno                     | 43.063           | 41.048                          | 48.480           | 43.692           | 34.693           |

#### Tešanj (naseljeno mjesto), nacionalni sastav
| Tešanj             |                |                |                |
| godina popisa      | 1991.          | 1981.          | 1971.          |
| Muslimani          | 4651 (82,74 %) | 4376 (83,30 %) | 3489 (89,43 %) |
| Srbi               | 293 (5,21 %)   | 248 (4,72 %)   | 201 (5,15 %)   |
| Hrvati             | 206 (3,66 %)   | 160 (3,04 %)   | 174 (4,46 %)   |
| Jugoslaveni        | 392 (6,97 %)   | 381 (7,25 %)   | 11 (0,28 %)    |
| ostali i nepoznato | 79 (1,40 %)    | 88 (1,67 %)    | 26 (0,66 %)    |
| ukupno             | 5621           | 5253           | 3901           |

## Naseljena mjesta
Područje Općine Tešanj čine naseljena mjesta:
Bukva, 
Blaževci, 
Bobare, 
Cerovac,
Čaglići, 
Čifluk, 
Dobropolje, 
Drinčići, 
Džimilić Planje, 
Jevadžije, 
Jelah, 
Jablanica, 
Jelah-Polje, 
Kalošević, 
Karadaglije, 
Koprivci, 
Kraševo, 
Lepenica, 
Logobare, 
Lončari, 
Ljetinić, 
Mrkotić, 
Miljanovci, 
Medakovo, 
Mekiš, 
Novo Selo, 
Novi Miljanovci, 
Orašje Planje, 
Piljužići, 
Potočani, 
Putešić, 
Raduša, 
Rosulje, 
Ripna, 
Šije, 
Tešanj, 
Trepče, 
Tešanjka, 
Tugovići, 
Vrela (dio), 
Vukovo i 
Hrvatinovići
Tugavići
Logobare
Marin Han
Križani
Poslije potpisivanja Daytonskog sporazuma najveći dio općine Tešanj ušao je u sastav Federacije Bosne i Hercegovine. U sastav Republike Srpske ušlo je naseljeno mjesto Vitkovci, te dijelovi naseljenih mjesta: Bejići, Blaževci, Kalošević, Lončari i Vrela. Kasnije je podijeljen i federalni dio. Formirana je općina Usora u čiji sastav je ušao dio općine Tešanj.

## Povijest
Pod današnjim se imenom Tešanj prvi put spominje 1461. godine u Povelji kojom kralj Stjepan Tomašević svome stricu Radivoju uz ostalo daruje "i na Usori grad Tešanj". Papa Pio II. u ožujku 1461. je odobrio indulgencije franjevačkoj crkvi sv. Jurja u Tešnju koju je podigao spomenuti Radivoj Kotromanić. Između 1463. i 1521. godine Tešanj je prelazio čas pod tursku, čas pod hrvatsko-ugarsku vlast, a u vremenu od oko trinaest godina (1463-1476) Tešanj je bio središte turske tamponske tvorevine u Bosni s marionetom Matijom Krstićem Kotrmanićem (sinom spomenutog Radivoja Krstića Kotromanića) kao kraljem. Tu tampon-državu koju su uspostavili i potom dokinuli Turci. Sultan je postavio Matiju za kralja, s jedinim ciljem da se pomoću njega domogne Jajca, bez kojeg ne može sigurno držati Bosnu. Kako je naum propao, Turci su za zadnjeg kralja Bosne izabrali Matiju Hrvatinića, a "tampon-država" je svedena na porječje rječice Lašve, a kasnije i ukinuta.
Tešanj će zatim biti središte nahije, a kasnije i kadiluka kojeg su činili tešanjska, maglajska i dobojska kapetanija, te varošica Novi Šeher. Kako je granica Otomanskog carstva pomjerana daleko na sjever, Tešanj je mogao živjeti i razvijati se u miru. Na lijevoj strani rijeke Usore, na obroncima planina Dubrava i Borja, osnovan je 1531. godine Gazi Husrev-begov vakuf, sa selima Omanjska i Kuzmadanje (Komušina i Planje), a ćehaja tog vakufa postao je Gazi Ferhad-beg, sin Iskenderov, sestrić sultana Sulejmana Veličanstvenog, koji je osnovao svoj vakuf na desnoj strani Usore. I taj Ferhad-beg, koji se prvi put u povijesnim dokumentima spominje kao sudionik Mohačke bitke (1526), zapravo je najznačajnija ličnost za rani razvitak Tešnja. On je graditelj glavne tešanjske džamije (Čaršijska ili Ferhadija) koju je, kako stoji u vakufnami, sagradio "za Božije robove koji obavljaju namaz nakon idolopoklonstva".
Još je 1557. godine otvorena osnovna i srednja škola, han, trideset i dva dućana, mlinove, čifluke (feudalne posjede) Jablanica i Čaglići (danas sela), ogromnu svotu novca... Ferhad-beg je umro 1568. godine i sahranjen je pred svojom džamijom u Tešnju. Epitaf na njegovu nišanu najstariji je islamski natpis u ovom kraju.
Tešanj u austrijske ruke pada 4. rujna 1878. godine. Tada je već bio skršen otpor okupaciji Bosne i situacija je išla ka smirivanju. Na ovim prostorima počinje gradnja. Grade se putevi, zgrade za javni život (zgrada današnje općine), otvaraju se škole, ljekarne i bolnice. Tešanj dobiva svoj prvi hotel. Austro-Ugarska u Tešnju zatiče i tri medrese.
Tešanj doživljava nagli gospodarski razvoj. Otvoreno je nekoliko banaka i one kreditiraju zanatstvo i trgovinu. Tako se nastavlja tradicija bankarstva započeta još 1630. godine. Razvoj bankarstva u Tešnju utječe na razvoj bankarstva u cijeloj Bosni i Hercegovini.
Austro-ugarski period značajan je za Tešanj i u poljoprivrednom pogledu. Voćarstvo uzima zamah u razvoju. Brojni su zasadi šljive, a dobar rod i kvalitet donijet će priliv velikih sredstava iz inozemstva.
U tijeku jedne sezone Tešanj izvozi u Europu do 100.000 tona sirove i suhe šljive. I druge aktivnosti su zapažene. To je vrijeme kada se u Bosni i Hercegovini pokreću prvi muslimanski književni časopisi - Behar i Biser. Sredstva za njihovo izdavanje i tiskanje osiguravao je Tešnjak Ademaga Mešić.
Prvi urednik Bisera koji je izlazio u Mostaru je tešanjski pisac Musa Ćazim Ćatić. Prestankom Austro-ugarske vlasti Tešanj će ući u sastav novoformirane države SHS i tada počinje stagnacija u njegovu razvoju. To se teško podnosi i stanovništvo se počinje raseljavati. Odlazi u okolna mjesta s jačim komunikacijskim vezama, u Teslić i Doboj. Ukida se tešanjski srez i funkcija ove administrativne jedinice slabi.
U Sarajevu je 9. travnja 1939. održana konferencija Muslimanske organizacije HSS-a pod predsjedanjem Hakije Hadžića, na kojoj je zaključeno da se pod vodstvom dr Mačka traži uspostava posebne samoupravne bosansko-hercegovačke jedinice s vlastitim saborom i vladom. Pet dana poslije, 14. travnja 1939. održana je u Tešnju prosvjedna konferencija Muslimanskog ogranka HSS-a protiv podjele Bosne i Hercegovine. S vrlo uspjele konferencije upravljen je brzojav predsjedniku stranke Mačku da kod pregovora o Bosni i Hercegovini ne dopusti komadanje Bosne i Hercegovine i da traži da se Bosni i Hercegovini dadu ista prava u njezinim povijesnim granicama, kao i ostalim pokrajinama.
U vrijeme kada funkcije grada slabe dolazi i vrijeme Drugog svjetskog rata. U narodnooslobodilačkom pokretu, tešanjsko područje dalo je 2.800 boraca od kojih je 380 poginulo za slobodu i ravnopravnost, što se, nažalost, nije ostvarilo ni u bivšoj državi Jugoslaviji. Oslobođenje je Tešanj dočekao s hipotekom, s obzirom na to da je iz Tešnja bio doglavnik NDH Ademaga Mešić. Ponovo se iz Tešnja ljudi sele. Jedan dio stanovništva odlazi u Banoviće, Zenicu i Sarajevo. Ponovno je nastupilo vrijeme stagnacije.
U Tešnju vlast uzima srpski (iako manjinski) ruralni živalj. U vrijeme objave Rezolucije Informbiroa protiv Komunističke partije i Josipa Broza srpski živalj se opredjeljuje za Staljina i Sovjetski Savez. To će imati za posljedicu smjenjivanje srpskog aparata vlasti na svim nivoima. Vlast preuzima domaće, mahom gradsko stanovništvo. Počinje reorganizacija sreskih odbora. Dolazi do preporoda. Jača perspektiva razvoja komune. Uspostavlja se motorna, drvna i tekstilna industrija.
Pojačava se urbanizacija prostora, odnosno područja. Ipak, potrebno je spomenuti da će Tešanj doći pod svojevrstan embargo u području industrijskog razvoja, ali i u drugim oblastima razvoja u vrijeme pokreta "Mladi Musliman", početkom šezdesetih godina. U tom pravcu Tešanj je jako uporište. No, razumnom politikom i mudrošću ljudi s ovih prostora ta blokada bit će razbijena, pa će Tešanj krajem 70-tih godina naglo krenuti u svom razvoju. Uz gospodarske subjekte počinje gradnja komunikacija, institucija zdravstva i obrazovanja.

## Gospodarstvo
Najintenzivnije lociranje poslovnih centara na prostoru Općine Tešnja je osim samo grada Tešnja, i duž prometnica M-4 i R- 474, te nizvodno rijekom Tešanjkom (poslovna zona Villa).

## Poznate osobe
- Radivoj Kotromanić
- Gazi Ferhad-beg
- Musa Ćazim Ćatić
- Huso Hodžić
- Ademaga Mešić
- Kemal Korajlić
- Enis Bešlagić
- Amir Brka
- Avdo Ferizbegović
- Hamzalija Ajanović
- Ahmed Bosnić

## Spomenici i znamenitosti
Tešanj je poznat po svojim znamenitostima. Neke od njih datiraju iz osmanskog perioda.
Eminagića Konak
Tvrđava Tešanj

## Obrazovanje
- "Mješovita srednja škola" Tešanj
- Gimnazija "Musa Ćazim Ćatić" Tešanj
- "Srednja tehnička škola" Tešanj
- OŠ "Huso Hodžić" Tešanj
- OŠ "Rešad Kadić" Tešanj
- OŠ "1. mart" Jelah
- OŠ "Kulin ban" Tešanjka
- OŠ "9. septembar" Medakovo
- OŠ "Džemal Bijedić" Miljanovci
- OŠ "Abdulvehab Ilhamija" Kalošević
- OŠ "Gazi Ferhad-beg" Jablanica
- OŠ "Mustafa Mulić" Šije

## Kultura
- KUD "Pobjeda" Tešanj
- Centar za kulturu i obrazovanje
- Opća biblioteka Tešanj
- Muzej Tešanj

## Šport
- NK TOŠK Tešanj
- KK Gradina Madi Tešanj
- RK Bosna Tešanj

## Vanjske poveznice
- http://www.opcina-tesanj.ba